# Asterocarpa coerulea
Asterocarpa coerulea is een zakpijpensoort uit de familie van de Styelidae. De wetenschappelijke naam van de soort is, als Ascidia coerulea, voor het eerst geldig gepubliceerd in 1834 door Quoy & Gaimard.